# Теува
Те́ува (фин. Teuva или Эстермарк швед. Östermark) — община в провинции Южная Остроботния в Финляндии. Общая площадь территории — 556,01 км², из которых 1,35 км² — вода.

## Демография
На 31 января 2011 года в общине Теува проживало 5919 человек: 2992 мужчины и 2927 женщин.
Финский язык является родным для 98,78% жителей, шведский — для 0,59%. Прочие языки являются родными для 0,62% жителей общины.
Возрастной состав населения:
- до 14 лет — 15,07%
- от 15 до 64 лет — 59,01%
- от 65 лет — 25,98%

Изменение численности населения по годам:
| Год  | Численность |
| ---- | ----------- |
| 1980 | 7576        |
| 1990 | 7348        |
| 2000 | 6620        |
| 2010 | 5923        |
| 2011 | 5919        |

## Города-побратимы
- Уруст, Швеция (1975)[9]
- Цешин, Польша (1975)[9]